# Berezówka (gromada)
Berezówka (1954 – planowana lecz niezrealizowna nazwa: Malowa Góra) – dawna gromada, czyli najmniejsza jednostka podziału terytorialnego Polskiej Rzeczypospolitej Ludowej w latach 1954–1972.
Gromady, z gromadzkimi radami narodowymi (GRN) jako organami władzy najniższego stopnia na wsi, funkcjonowały od reformy reorganizującej administrację wiejską przeprowadzonej jesienią 1954 do momentu ich zniesienia z dniem 1 stycznia 1973, tym samym wypierając organizację gminną w latach 1954–1972.
Gromadę Berezówka z siedzibą GRN w Berezówce utworzono – jako jedną z 8759 gromad na obszarze Polski – w powiecie bialskim w woj. lubelskim na mocy uchwały nr 5 WRN w Lublinie z dnia 5 października 1954. W skład jednostki weszły obszary dotychczasowych gromad Malowa Góra, Berezówka i Starzynka ze zniesionej gminy Kobylany, obszary dotychczasowych gromad Mokrany Stare i Neple ze zniesionej gminy Bohukały oraz obszar dotychczasowej gromady Dobryń ze zniesionej gminy Dobryń w tymże powiecie. Dla gromady (zapisano jako gromada Malowa Góra z siedzibą w Malowej Górze) ustalono 14 członków gromadzkiej rady narodowej.
1 stycznia 1960 do gromady Berezówka włączono kolonię Krzyczew "B" (dawny dwór) o powierzchni 31,70 ha z gromady Pratulin, wieś Nowosiółki ze zniesionej gromady Kijowiec oraz wieś i kolonię Kołczyn ze zniesionej gromady Olszyn w tymże powiecie.
1 stycznia 1969 gromadę zniesiono, włączając jej obszar do gromady Zalesie (wsie Dobrynki Kolonia, Malowa Góra i Nowosiółki) oraz do znoszonej gromady Pratulin (wsie Berezówka, Kołyczyn Wieś, Kołczyn Kolonia, Stare Mokrany, Neple i Starzynka) w tymże powiecie.